# Сасаки Руй
Сасаки Руй (яп. 佐々木 累) — женщина-мастер с кэндзюцу в начале периода Эдо (середина XVII века). Она была известна как «Странно одетая женщина-мастер меча».

## Биография
Сасаки родилась в княжестве Кога, расположенном в провинции Симоса (ныне Кога, Ибараки); дата рождения неизвестна. Её отец, Сасаки Уото, был членом клана мастеров кендзюцу на службе у Доя Тосикацу (яп. 土井 利勝) и занимался боевыми искусствами.
Руи отправилась в Эдо (ныне Токио), где она арендовала дом в Асакусе и начала учить желающих боевым искусствам. Одновременно с увеличением популярности её учения слава пришла и к самой Руи за необычную одежду: она покидала дом, одетая в чёрный шёлковый хаори (на то время — мужская одежда), украшенный гербом семьи Сасаки, с собранными в тугую прическу с помощью шпилек волосами и двумя самурайскими мечами — длинным и коротким. В то время бандиты, известные как кабукимоно или «хатамото якко», распространились в Эдо и Руи начала бороться с бандами, включая «Сироэ».
В период 1650—1659 гг. комиссаром Северного уезда Эдо служил Исигая Садакиё. Он вызвал Руи, чтобы выяснить, не оскорбляет ли её образ жизни статус дочери самурая, и закончатся ли когда-нибудь её безбрачие, странные наряды и ссоры с «хатамото якко»; его целью было убедить, что Руи должна сохранить наследие отца как самурая, выйдя замуж за самурая. Про этот случай стало известно Кано Моокацу, префекту южного Эдо; даже самого Доя Такагацу заинтересовала её храбрость и он взял на себя задачу найти ей мужа (несмотря на то, что Дой умер в 1644 году, его имя в этой истории могло быть записано ошибочно). Руи вступила в брак с Косуги Коносиконо, вторым сыном Косуги Санесоймона, солдата Доя, чтобы возродить клан Сасаки.
Её возраст на момент смерти и дата его смерти также неизвестны.

## В литературе
В 1969 году рассказ Сотаро Икэнами изображало женщину-мечника, Сасаки Руй. В его романе 1972 года «Кэнкаку Собай» изображена Сасаки Сайто — женщина-фехтовальщица, которая притворялась мужчиной.

## Список литературы
- 『古今名誉実録』第2巻、編集・発行春陽堂、1894年
- 『佐倉城主土井大炊頭利勝』、大島四郎、佐倉地方郷土文化研究同好会、1957年
- 『妙音記』池波正太郎、『剣客群像』所収、文春文庫、文藝春秋、1979年9月 ISBN 4167142171